# Dion Dixon
Diontae "Dion" Dwayne Dixon (24 de diciembre de 1989, Chicago, Illinois, Estados Unidos) es un jugador de baloncesto estadounidense.

## Carrera

### Universidad
Dixon Jugó 4 temporadas al baloncesto universitario en la Universidad de Cincinnati, con los Cincinnati Bearcats. Se graduó en 2012 Justicia criminal. Jugando un total de 137 juegos para los Bearcats, incluyendo todos los 37 juegos en su temporada sénior. Terminó como el segundo mayor anotador de la temporada con 481 puntos (13 apg) en la  Big East conference de la NCAA. En su carrera universitaria consiguió un total de 1,281 puntos, siendo el vigésimo segundo mayor anotador universitario de todos los tiempos.

### Profesional
Dixon no fue elegido en el 2012 por la NBA. Para la temporada 2012-13 firmó con el AEK Larnaca de Chipre. Ganó el Campeonato chipriota. En 26 partidos promedió 11,4 puntos, 3,5 rebotes y 2,6 asistencia.
El 1 de noviembre de 2013, Dixon estuvo seleccionado en el draft 2013 de la D-League por los Idaho Stampede. Aun así, más tarde fue cortado el 18 de noviembre del 2013.
En febrero del 2014 firmó con Homenetmen Beirut de la Liga de Baloncesto libanesa. En 17 juegos promedió 23,9 puntos, 4,5 rebotes y 5,5 asistencia. En Asiabasket.com fue nombrado Jugador "del Año", "Guardia del Año", "Mejor Extranjero del Año" y "Mejor recién llegado" en el sitio web es "All-Lebanese League Awards 2014". El 29 de octubre del 2014 firmó con el club macedonio MZT Skopje.
El 27 de febrero del 2015 termina su vínculo con el club madedonio. El 1 de marzo del 2015, regresa al Homenetmen Beirut de la Liga de Baloncesto libanesa. El 28 de abril del 2015 firmó con Marinos de Anzoátegui de Venezuela. Para finales de octubre del 2015,  firmó con el Club Sagesse en Líbano.
En febrero del 2016, regresó a los Marinos de Anzoátegui. Donde sólo llegó a disputar 11 partidos.
El 11 de febrero de 2017, Dixo firmó con Kymis para el resto de la A1 Ethniki 2016-17. El 29 de septiembre del 2017 de suma al Club Africain de la Liga Tunesina. En noviembre del 2017,  firmó con club libio Al-Ittihad Trípoli de la Liga Premier de Libia.
Al finalizar su contrato, en el año 2018, disputó la Liga Uruguaya de Básquetbol con el Urunday Universitario. Tras esta experiencia firmó juega para los Indios de San Francisco para disputar el Circuito Norte de la Liga Nacional de Baloncesto de República Dominicana.